# Stephen Rea
Graham Rea  (Belfast, 31 de outubro de 1946) mais conhecido como Stephen Rea, é um ator irlandês.

## Filmografia
- 2013 - Asylum
- 2013 - Utopia
- 2012 - Lobisomen: A besta entre nós (Werewolf: The Beast Among Us)
- 2007 - Em Rota de Colisão (Stuck)
- 2005 - Café da manhã em Plutão (Breakfast on Pluto)
- 2005 - V de Vingança (V for Vendetta)
- 2002 - Medo ponto com (FearDotCom)
- 2001 - A vingança do mosqueteiro (The Musketeer)
- 2000 - On the edge
- 1999 - Fim de caso (The End of the Affair)
- 1999 - The Life Before This
- 1999 - A lente do desejo (Guinevere)
- 1998 - A premonição (In Dreams)
- 1998 - Ainda muito loucos (Still Crazy)
- 1998 - This Is My Father
- 1997 - Hacks
- 1997 - Double Trap
- 1997 - Nó na garganta (The Butcher Boy)
- 1997 - Fever Pitch
- 1996 - Um gesto a mais (A Further Gesture)
- 1996 - Tempos de rebeldia (The Last of the High Kings)
- 1996 - O crime do século (Crime of the Century) (TV)
- 1996 - Trojan Eddie
- 1996 - Michael Collins - O preço da liberdade (Michael Collins)
- 1995 - Lumière et compagnie
- 1995 - Shadow of a Gunman
- 1995 - Amor imortal (All Men Are Mortal)
- 1995 - Entre o inferno e o profundo mar azul (Between the Devil and the Deep Blue Sea)
- 1995 - Citizen X (Citizen X)
- 1994 - Angie (Angie)
- 1994 - Prêt-à-Porter (Prêt-à-Porter)
- 1994 - Princesa Caraboo (Princess Caraboo)
- 1994 - Entrevista com o vampiro (Interview with the Vampire: The Vampire Chronicles)
- 1993 - Bad Behavior
- 1993 - Hedda Gabler
- 1992 - Traídos pelo desejo (The Crying Game)
- 1990 - Life Is Sweet
- 1989 - Nobody Here but Us Chickens (TV)
- 1985 - The Doctor and the Devils
- 1984 - Four Days in July (TV)
- 1984 - A companhia dos lobos (The Company of Wolves)
- 1983 - Loose Conections
- 1982 - Angel - O anjo da vingança (Angel)
- 1979 - The Comedians (TV)
- 1977 - Professional Foul (TV)
- 1974 - K Is for Killing (TV)
- 1970 - Cry of the Banshee

## Premiações
- Indicação ao Oscar de Melhor Ator em 1992, por sua atuação em Traídos Pelo Desejo.